# Bugatti Veyron
 Der er for få eller ingen kildehenvisninger i denne artikel, hvilket er et problem. Du kan hjælpe ved at angive troværdige kilder til de påstande, som fremføres i artiklen.

Bugatti Veyron 16,4 er en sportsvogn, der er verdens hurtigste gadebil, dvs. køretøj, der overholder lovens krav til almindelige biler for indregistrering. Rekorden på ca. 431 km/t blev sat på en lukket testbane. Bilen produceres af Bugatti Automobiles SAS, der er et datterselskab af Volkswagen. I 2010 præsenterede de Bugatti Veyron Supersport med en topfart på 431 km/t, som med lige godt 1.200 hestekræfter, som fortsat har verdens rekorden for hurtigste gadebil.
Udviklingen startede i 1999 med en konceptbil, der blev introduceret på Tokyo Motor Show. Denne havde en 18-cylinder motor. Konceptet ligner i høj grad den endelige udgave, men produktionsudgaven har to færre cylindre, idet den benytter en W16-motor. De to cylindre færre betød en lettere motor, hurtigere acceleration og flere omdrejninger/min.
Produktionen af salgsmodellen blev offentliggjort ved et motorshow i Geneve i 2001 og blev annonceret som den hurtigste, kraftigste og dyreste bil i historien. Den blev således udstyret med en W16-motor med 1001 hestekræfter, der kunne give en tophastighed på 407,5 km/t (begrænset). Sammen med avancerede installationer og et luksuriøst interiør er den vejledende pris 1 mio. EUR. Dette er eksklusive eventuelle afgifter og leveringsomkostninger.
En række forskellige komplikationer betød dog, at produktionen ville tage længere tid end oprindelig forventet. Eksempelvis forulykkede en prototype under en testkørsel. Men man forventede ved udgangen af 2001 at kunne starte produktionen i løbet af 2003.
Da direktøren for Volkswagen-koncernen blev udskiftet i 2003, valgte den nye at sende Veyron tilbage til tegnebrættet for en kraftig revision og modifikation. Blandt andet arbejdede man på at fjerne en 'stivhed', der var nødvendig for at gøre bilen stabil ved absolut tophastighed, (nikkebevægelser i forhjulene), hvilket gav mindre komfortable kørsel ved almindelige hastigheder. Bilen skulle være egnet til hverdagskørsel og til banebrug.
Den nye version blev officielt lanceret den 19. oktober 2005 på Tokyo Motor Show. Herefter er der angiveligt blevet solgte ca. 51 modeller frem til årsskiftet. Bugatti har tabt en del penge på projektet, da det oprindeligt blev lanceret for at se om det var muligt at lave bilen og for at have en teknologiplatform. Bugatti Veyron er sidenhen udkommet i flere udgaver, hvilket inkluderer en roadster-udgave, kaldet Vitesse, en performance-udgave, Bugatti Veyron Super Sport, samt andre speciallavede modeller. Bilens endelige pris er afhængig af den enkelte kundes ønsker.

Bilen er af Jeremy Clarkson fra Top Gear blevet sammenlignet med Concorden på den måde, at de begge har været banebrydende indenfor ingeniørkunsten.

## Specifikationer
- Motor: 8 liter W16
- Boring/Slaglængde 86/86
- Turbo: 4 turboladere
- Kubik: 7993
- Hestekræfter: 1001 hk
- Moment: 1250 Nm
- Slagvolumen: 8 L
- 0–100 km/t: 2,5 sek.
- 0–200 km/t: 7,3 sek.
- 0–300 km/t: 16,7 sek.
- Tophastighed: 407 km/t
- Vægt: 1800 kg
- 10 kølere til at køle bilen ned med
  - 4 til at køle selve motoren ned med
  - 1 til akselolien
  - 1 til motorolien
  - 1 til hydraulikolien til hækspoileren
  - 3 til at køle luften inde i motoren ned

- Wikimedia Commons har flere filer relateret til Bugatti Veyron

| Stub | Spire Denne bilrelaterede artikel er en spire som bør udbygges. Du er velkommen til at hjælpe Wikipedia ved at udvide den. |